# Масове отруєння в Ізмаїлі
Масове отруєння в Ізмаїлі — інцидент з масовим отруєнням в місті Ізмаїл (Одеська область), внаслідок якого 769 людей звернулися за медичною допомогою з симптомами гострої кишкової інфекції. Причиною отруєння на думку лікарів стали ротавірусна та норовірусна інфекції, а також біологічна кишкова паличка, що потрапила до води внаслідок підтоплення міста під час сильної зливи.

## Інформація
Перші ознаки масового отруєння з'явилися 16 червня 2016. Станом на наступний день до лікарень звернулося 82 громадянина, серед яких 57 дітей. Попереднім діагнозом було названо гострий гастроентероколіт. Станом на 13:00 20 червня з симптомами гострої кишкової інфекції за медичною допомогою звернулось 411 жителів міста Ізмаїл та навколишіх сіл Броска та Матроська (серед яких 253 дитини).
Причиною масових отруєнь стало потрапляння у водопровідну воду ротавірусної і норовірусної інфекції, а також кишкової палички. До такого висновку представники СЕС прийшли після дослідження результатів аналізів води, та аналізів крові, які отримали у хворих. Інфекція потрапила у воду через підтоплення міста під час сильної зливи, що відбулося двома днями раніше. Зокрема, забруднена вода потрапила на насосні станції.
За фактом масового отруєння людей відкрили кримінальне провадження. Влада міста запровадила надзвичайний стан, закрили продуктові ринки, кафе, бари та інші заклади харчування, а також обмежили продаж продуктів на стихійних і тимчасових ринках. Комунальні служби провели дезінфекцію колодязів і туалетів у приватному секторі. Окрім того, влада застерегла людей від перебування біля стоячих водойм та обмежила цю можливість за допомогою прикордонників. За словами мера міста Андрія Абрамченка, саме на поверхні водойм знайшли збудники інфекції.
Незважаючи на заяви влади про те, що ситуацію в Ізмаїлі та передмістях врегульовано, станом на 8:00 24 червня загальна кількість осіб, що звернулися за допомогою до лікувальних закладів збільшилася до 635.